# Radošovce (district de Trnava)
Pour les articles homonymes, voir Radošovce.
Radošovce (en allemand : Radoschowitz) est une commune de la région de Žilina, en Slovaquie.

## Histoire
Première mention écrite du village en 1216.

## Démographie

### Évolution de la population
| Année:               | 1994. | 2004.   | 2014.   | 2024.   |
| -------------------- | ----- | ------- | ------- | ------- |
| Nombre de personnes: | 392   | 401     | 415     | 388     |
| Différence:          |       | +2,29 % | +3,49 % | -6,50 % |

| Année:               | 2023. | 2024.   |
| -------------------- | ----- | ------- |
| Nombre de personnes: | 396   | 388     |
| Différence:          |       | -2,02 % |